# کتلت پوژارسکی
کتلت پوژارسکی (به روسی: пожарская котлета، تلفظ: پوزارسکایا کوتلتا، جمع: пожарские котлеты، تلفظ: پوزارسکی کوتلتی؛ همچنین به صورت پوجارسکی نوشته می‌شود) یک کتلت پوشیده شده با خرده نان است که از گوشت چرخ‌کرده مرغ یا گوشت گوساله تهیه می‌شود و از غذاهای معمول در آشپزی روسیه به‌شمار می‌آید. ویژگی متمایز این کتلت افزودن کره به مواد است که باعث می‌شود بافت آن به‌طور ویژه‌ای آبدار و نرم شود. این غذا در اوایل قرن نوزدهم در روسیه خلق شد و بعدها توسط آشپزی سطح بالایفرانسوی پذیرفته شد.

## اصطلاحات
کتلت (به روسی: котлета) در زبان روسی به دو معنی به کار می‌رود: هم به برش نازک گوشت و هم به کتلت شکل‌دار که از گوشت چرخ‌کرده تهیه شده است. امروزه معنی دوم یعنی کتلت‌های گوشت چرخ‌کرده رایج‌تر است. هر دو معنی در آشپزی سطح بالا (haute cuisine) نیز استفاده می‌شوند. آگوست اسکوفیه اشاره می‌کند که کتلت‌های مرغ چرخ‌کرده فقط در شکل با کروکت‌های مرغ تفاوت دارند.

## تاریخچه
کتلت پوژارسکی به اشتباه به دوک دیمیتری پوژارسکی نسبت داده شده است، اما در واقع نام این غذا به خانواده دیگری از پوژارسکی‌ها مربوط است که مالک مهمان‌خانه و رستورانی در شهر تورژوک بودند. تورژوک، شهری کوچک بین مسکو و سن پترزبورگ، مکانی معمول برای توقف ارابه‌ها بود که مسافران در آن استراحت می‌کردند و اسب‌ها را تعویض می‌نمودند. الکساندر پوشکین در سال ۱۸۲۶ در نامه‌ای به دوستی توصیه کرده بود که «در تورژوک نزد پوزارسکی ناهار بخور، کتلت‌های سرخ‌شده را امتحان کن و با روحیه‌ای شاد راه بیفت.»

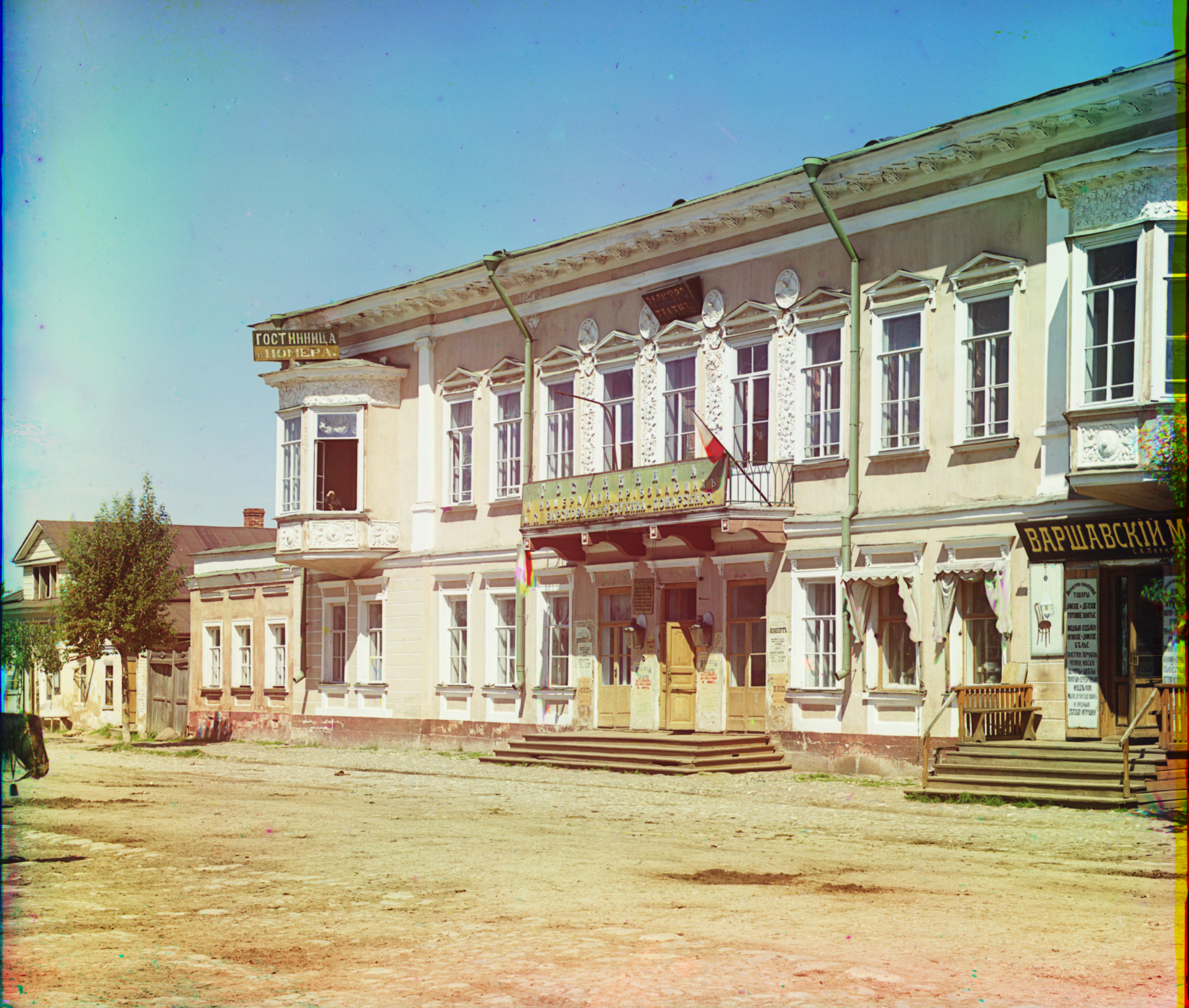
مسافرخانه پوژارسکی، تورژوک، ۱۹۱۰. عکس سرگئی پروکودین-گورسکی

کتلت پوژارسکی در آن زمان متعلق به یودوکیم پوژارسکی، یک ارابه‌ران بود. روش تهیه این غذا معمولاً به داریا پوژارسکایا، دختر یودوکیم، نسبت داده می‌شود. چندین افسانه دربارهٔ منشأ این غذا وجود دارد. بر اساس یکی از این افسانه‌ها، دستور تهیه این غذا توسط یک مسافر فقیر فرانسوی به خانواده پوژارسکی به عنوان پرداخت هزینه اقامت داده شده است.
کتلت پوژارسکی در ابتدا از گوشت چرخ‌کرده گوساله یا گوشت گوساله تهیه می‌شد. نسخه گوشت مرغ این کتلت احتمالاً در دهه‌های ۱۸۳۰ تا ۱۸۴۰ میلادی ظاهر شد، زمانی که داریا پوژارسکایا، دختر یودوکیم پوژارسکی، پس از مرگ پدرش، مهمان‌خانه را به ارث برد. چندین افسانه دربارهٔ منشأ این غذا وجود دارد. بر اساس یکی از این افسانه‌ها، دستور تهیه این غذا توسط یک مسافر فقیر فرانسوی به خانواده پوژارسکی به عنوان پرداخت هزینه اقامت داده شده است. کتلت‌ها به ویژه توسط معاصران آن زمان مانند لیتچ ریچی (۱۸۳۶)، ویکتور دارلینکور (۱۸۴۳) و تئوفیل گوتیه (۱۸۷۵) ذکر شده‌اند. اولین دستورهای کامل کتلت پوژارسکی در یک کتاب آشپزی روسی در سال ۱۸۵۳ منتشر شد که شامل دستور تهیه کتلت مرغ و کتلت ماهی بود. پلگیا الکساندرووا-ایگناتیوا در کتاب «مبانی عملی هنر آشپزی» (۱۸۹۹–۱۹۱۶) اشاره می‌کند که همین کتلت‌ها می‌توانند از گوشت شکار (باقرقره، کبک و غیره) نیز تهیه شوند.

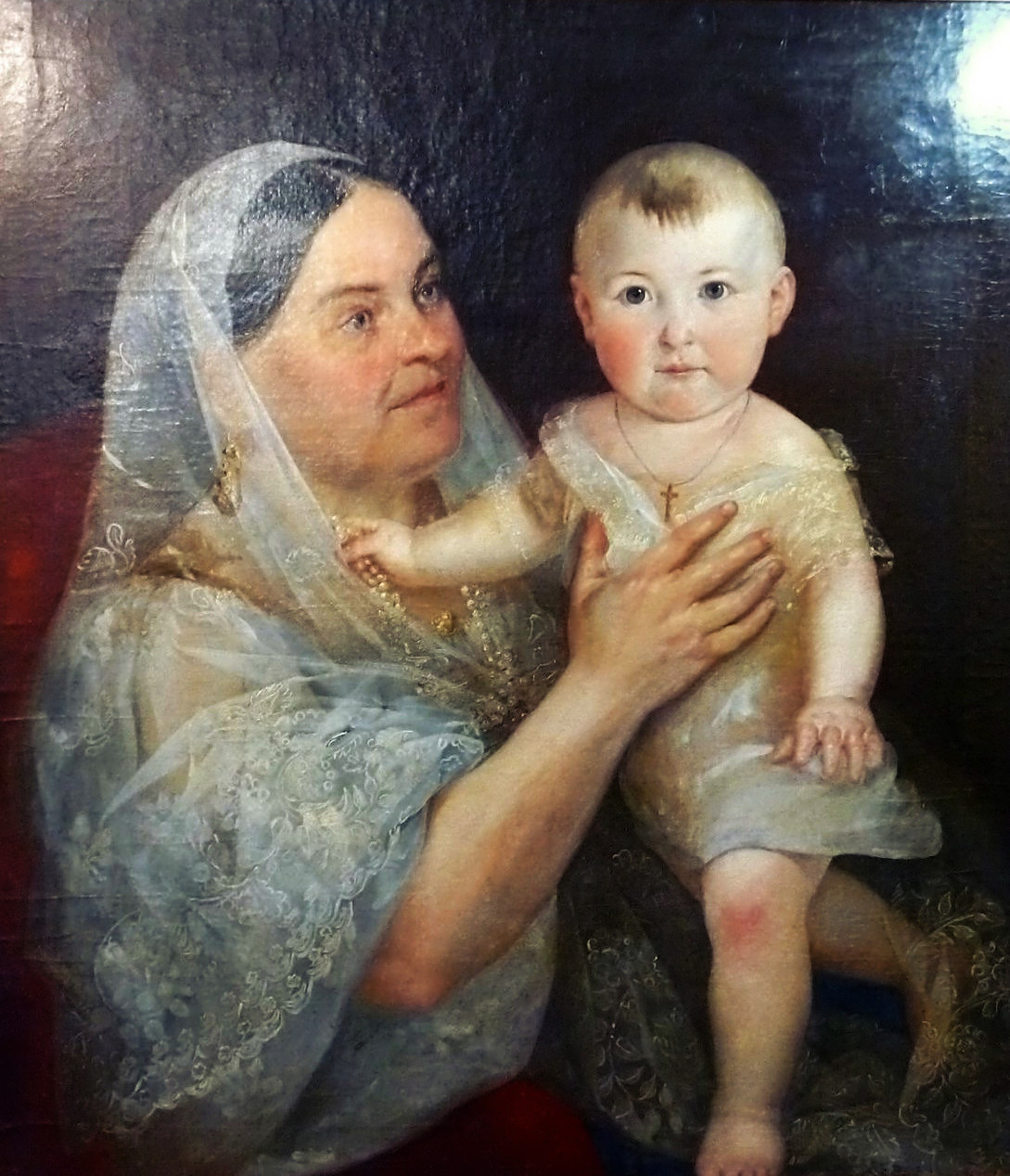
داریا پوژارسایا با یک کودک. نقاشی کارل تیمولئون فون نف

کتلت پوژارسکی به قدری خوشمزه بود که تزار نیکلاس اول روسیه چندین بار داریا پوژارسکایا را به دربار امپراتوری دعوت کرد تا این غذا را برای خانواده تزار بپزد.
کتلت پوژارسکی به قدری خوشمزه بود که تزار نیکلاس اول روسیه چندین بار داریا پوزارسکایا را به دربار امپراتوری دعوت کرد تا این غذا را برای خانواده تزار بپزد. در اواسط قرن نوزدهم، این غذا توسط سرآشپزهای فرانسوی پذیرفته شد و انواع کتلت‌های شکل‌دار از گوشت چرخ‌کرده (گوساله، مرغ، قرقاول، خرگوش) یا ماهی (سالمون) که با کره مخلوط شده بودند، در کتاب‌های آشپزی کلاسیک فرانسوی به نام «پوجارسکی» شناخته شدند.
کتلت مرغ پوژارسکی بعدها در کتاب «کتاب غذای خوشمزه و سالم» شوروی گنجانده شد و در دوره شوروی نیز غذایی رایج در رستوران‌ها باقی ماند.

## انواع
نویسندگان مختلف روش‌های متفاوتی برای تهیه این کتلت‌ها توصیف کرده‌اند. الکساندرووا-ایگناتیوا استفاده از کره به صورت جامد را برای مخلوط کردن با گوشت مرغ چرخ‌کرده توصیه می‌کند. در دستور موجود در «کتاب غذای خوشمزه و سالم»، نان سفید خیسانده شده در شیر و کره گرم به گوشت مرغ چرخ‌کرده اضافه می‌شود. به‌طور کلی، بسیاری از نویسندگان پیشنهاد می‌کنند که نان سفید خیسانده شده در شیر با گوشت چرخ‌کرده مخلوط شود. در برخی دستورها خامه غلیظ نیز اضافه می‌شود و بعضی سرآشپزها کره را کاملاً با خامه غلیظ جایگزین می‌کنند.
برای سرو، گوشت را می‌توان روی استخوان ران گوساله (برای کتلت گوساله) یا استخوان بال مرغ (برای کتلت مرغ) شکل داد.

## کتلت‌های نیمه‌فرآوری شده
کتلت‌های نیمه‌صنعتی گوشت چرخ‌کرده در اواسط قرن بیستم در اتحاد جماهیر شوروی معرفی شدند. این کتلت‌ها که به‌طور عامیانه به نام «کتلت میکویان» شناخته می‌شدند (نام‌گذاری شده به افتخار سیاستمدار شوروی، آناستاس میکویان)، کتلت‌های ارزان قیمت از گوشت خوک یا گاو و شبیه به برگرهای آمریکایی بودند. برخی از انواع این کتلت‌ها نام‌هایی از غذاهای معروف رستورانی روسیه داشتند اما شباهت کمی به غذاهای اصلی داشتند. به‌طور خاص، نوعی کتلت خوک به نام «کتلت پوژارسکی» شناخته می‌شد.